# Неми (озеро)
Не́ми (итал. Lago di Nemi, лат. Nemorensis Lacus) — озеро, находящееся в Италии, в 30 км к югу от Рима.

## Неморенский царь
Неморенский царь, Rex Nemorensis, — титул жрецов Дианы Аррицийской, храм которой стоял у самой воды. О Неморенском культе известны отрывочные сведения. Первым жрецом якобы был легендарный Вирбий. Неморенским царём можно было стать, лишь переступив через кровь — сорвав золотую ветвь в священной роще, претендент должен был убить своего предшественника на поединке или погибнуть сам; ничего другого не требовалось. Кандидаты в жрецы, как правило, были беглыми рабами и долго не жили. Светоний сообщает, что когда особо хитрый и сильный жрец «зажился на свете», то император Калигула лично выбрал и подослал к нему убийцу.

## Корабли Калигулы
Калигула строил на озере Неми корабли. Один был плавучим храмом Дианы, второй — плавучим дворцом. Письменных источников об их постройке, эксплуатации и гибели нет. Историки приписывают корабли именно Калигуле, исходя из его репутации и маркировки найденных на кораблях предметов.
После четырнадцати веков забвения остовы кораблей были обнаружены кардиналом Колонна в 1444 году. В 1880-е годы британский посол в Италии организовал экспедицию на Неми и «освободил» затонувшие корабли от мраморов и бронзы. В 1927—1932 гг., по приказу Муссолини, уровень воды в озере снизили, спустив воду в Альбано с помощью насосов. На дне были найдены хорошо сохранившиеся остовы кораблей размерами 60×20 и 71×21 м. Только один из них был оборудован местами для гребцов; второй, вероятно, был несамоходной баржей. На меньшем корабле была обнаружена уникальная поворотная платформа на роликах неизвестного назначения.
По специально построенному рельсовому пути корабли были подняты на берег. После консервации они хранились в особом музее. С 31 мая по 1 июня 1944, во время отступления немецких войск, музей и корабли были уничтожены пожаром. Следствие установило лишь косвенную связь между пожаром и действиями немецких войск (немецкая батарея, расположенная в 150 м от музея, была названа вероятной причиной «случайного» пожара).